# 서천꽃밭
서천꽃밭은 한국 신화에 등장하는 이승과 저승의 경계에 위치한 꽃밭이며 신화에 따라서 저승의 하나로 묘사된다. 15살 이전에 죽은 혼령인 신소무(神小巫)들이 극락으로 가기 전에 잠시 머무는 곳으로 전해진다. 이 꽃밭에는 일반적인 이승의 꽃이 아닌 수리멜망악심꽃(멸망꽃), 도환생꽃, 웃웃을꽃, 싸움싸울꽃 등의 신비한 능력을 가진 꽃들이 피워져 있으며 꽃감관(花監官)이 꽃밭을 지키고 관리한다.
주로 제주 지방의 신화 혹은 무가(巫歌)에서 등장하며, 서천꽃밭이 등장하는 대표적인 무가 및 문헌으로는 〈이공본풀이〉, 〈삼승할망본풀이〉, 〈세경본풀이〉, 〈문전본풀이〉, 안락국전이라고도 불리는〈안락국 태자경〉 등이 있다.